# Гарлі (Пенсільванія)
Гарлі (англ. Harleigh) — переписна місцевість (CDP) в США, в окрузі Лузерн штату Пенсільванія. Населення — 1050 осіб (2020).

## Географія
Гарлі розташоване за координатами 40°59′10″ пн. ш. 75°58′13″ зх. д. / 40.98611° пн. ш. 75.97028° зх. д. (40.986248, -75.970296).  За даними Бюро перепису населення США в 2010 році переписна місцевість мала площу 1,48 км², уся площа — суходіл.

## Демографія
Згідно з переписом 2010 року, у переписній місцевості мешкали 1104 особи в 449 домогосподарствах у складі 327 родин. Густота населення становила 748 осіб/км².  Було 475 помешкань (322/км²).
Расовий склад населення:
| - 95,1 % — білих - 1,5 % — азіатів - 0,8 % — чорних або афроамериканців - 0,4 % — корінних американців - 1,7 % — осіб інших рас |

До двох чи більше рас належало 0,5 %. Частка іспаномовних становила 3,2 % від усіх жителів.
За віковим діапазоном населення розподілялося таким чином: 18,4 % — особи молодші 18 років, 61,6 % — особи у віці 18—64 років, 20,0 % — особи у віці 65 років та старші. Медіана віку мешканця становила 49,0 року. На 100 осіб жіночої статі у переписній місцевості припадало 98,9 чоловіків;  на 100 жінок у віці від 18 років та старших — 93,8 чоловіків також старших 18 років.
Середній дохід на одне домашнє господарство  становив 77 152 долари США (медіана — 51 544), а середній дохід на одну сім'ю — 86 577 доларів (медіана — 66 875). 
Цивільне працевлаштоване населення становило 474 особи. Основні галузі зайнятості: освіта, охорона здоров'я та соціальна допомога — 46,2 %, роздрібна торгівля — 16,9 %, публічна адміністрація — 9,3 %, будівництво — 6,1 %.